# Гировце
Гигловце (словац. Giglovce) — село и одноимённая община в округе Вранов-над-Топлёу Прешовского края Словакии.

## История
Впервые упоминается в 1408 году.
В селе есть греко-католическая церковь с примерно 1700 году в стиле барокко.

## Население
| Год:                | 1994 | 2004     | 2014     | 2024     |
| ------------------- | ---- | -------- | -------- | -------- |
| Количество человек: | 86   | 70       | 62       | 51       |
| Разница:            |      | −18,60 % | −11,42 % | −17,74 % |

Национальный состав населения (по данным последней переписи населения 2001 года):
- словаки — 98,65 %.

Состав населения по принадлежности к религии состоянию на 2001 год:
- римо-католики — 83,78 %,
- греко-католики — 16,22 %.